# スーパー・ジェネレイション
『スーパー・ジェネレイション』は、日本の歌手である雪村いづみのカバー・アルバム。
1974年7月25日に日本コロムビアから発売された。

## 解説
雪村いづみとキャラメル・ママ（細野晴臣、松任谷正隆、鈴木茂、林立夫）が、服部良一の名曲を蘇らせたアルバム。
2022年1月26日にコロムビア昭和歌謡アーカイブスとしてUHQCDで発売された。

## 収録曲
1. 序曲 (香港夜曲)
2. 昔のあなた
3. ヘイヘイブギー（原曲 : 笠置シヅ子）
4. バラのルムバ（原曲 : 二葉あき子）
5. 銀座カンカン娘（原曲 : 高峰秀子）
6. 東京ブギウギ（原曲 : 笠置シヅ子）
7. 胸の振子（原曲 : 霧島昇）
8. 一杯のコーヒーから（原曲 : 霧島昇とミス・コロムビア）
9. 蘇州夜曲（原曲 : 霧島昇・渡辺はま子）
10. 東京の屋根の下（原曲 : 灰田勝彦）